# Ric Charlesworth
Richard „Ric“ Ian Charlesworth AO (* 6. Februar 1952 in Subiaco City) ist ein ehemaliger australischer Hockeyspieler, der mit der Australischen Hockeynationalmannschaft 1976 Olympiazweiter und 1986 Weltmeister war. Als Trainer führte er die Australische Damen-Nationalmannschaft zu den Olympiasiegen 1996 und 2000.

## Karriere
Ric Charlesworth debütierte 1972 in der australischen Hockeynationalmannschaft. Bei den Olympischen Spielen 1972 in München verpassten die Australier als Vierte ihrer Vorrundengruppe das Halbfinale, in den Platzierungsspielen erreichten sie den fünften Platz. Vier Jahre später war Charlesworth bereits Kapitän der australischen Mannschaft. Bei den Olympischen Spielen in Montreal belegten die Australier in ihrer Vorrundengruppe den zweiten Platz hinter den Niederländern. Mit einem 2:1-Halbfinalsieg über die pakistanische Mannschaft erreichten die Australier das Finale, dort unterlagen sie der neuseeländischen Mannschaft mit 1:0.
Bei der Weltmeisterschaft 1978 in Buenos Aires gewannen die Australier ihre Vorrundengruppe, verloren aber im Halbfinale gegen die Niederländer mit 3:2. Das Spiel um Bronze gewannen die Australier gegen die Deutschen mit 4:3. 1980 durften die Australier wegen des Olympiaboykotts nicht an den Olympischen Spielen in Moskau teilnehmen. Zwei Jahre später bei der Weltmeisterschaft in Bombay gewannen die Australier ihre Vorrundengruppe vor den Niederländern und der Mannschaft der Gastgebernation. Nach der Halbfinalniederlage gegen die Deutschen erkämpften die Australier die Bronzemedaille mit einem 4:2 über die niederländische Mannschaft.
Auch bei den Olympischen Spielen 1984 in Los Angeles gewannen die Australier ihre Vorrundengruppe. Im Halbfinale verloren sie mit 1:0 gegen Pakistan und im Spiel um den dritten Platz unterlagen sie den Briten mit 3:2. Bei der Weltmeisterschaft 1986 in London gewannen die Australier einmal mehr ihre Vorrundengruppe. Im Halbfinale bezwangen sie die Mannschaft aus der Sowjetunion mit 5:0, im Finale besiegten sie die Engländer mit 2:1. Zwei Jahre später reisten die Australier als Favorit zu den Olympischen Spielen 1988 nach Seoul. Dort gewannen sie ihre Vorrundengruppe vor den Niederländern und der Mannschaft Pakistans. Nach einer 2:3-Niederlage gegen die Briten im Halbfinale unterlagen die Australier im Kampf um Bronze den Niederländern mit 1:2.
Der 1,73 Meter große, gedrungene Mittelfeldspieler lebte vor allem von seiner exzellenten Stockarbeit, seinem aggressiven Spiel und seiner Kondition. Nach 227 Länderspielen mit 85 erzielten Toren, von denen er in 130 Spielen Mannschaftskapitän war, beendete Charlesworth seine aktive Karriere als Hockeyspieler nach den Olympischen Spielen 1988.
Von 1993 bis 2000 war Ric Charlesworth Trainer der Hockeyroos, der australischen Damen-Nationalmannschaft. In seiner Ära siegten die Hockeyroos viermal bei der FIH Champions Trophy (1993, 1995, 1997, 1999) sowie je zweimal bei Weltmeisterschaften (1994, 1998) und Olympischen Spielen (1996, 2000). 1998 gewannen die Hockeyroos bei den Commonwealth Games. Bei den Olympischen Spielen 2012 führte Charlesworth die australischen Herren zur Bronzemedaille.
Neben seiner Karriere als Hockeyspieler war Charlesworth auch als Cricketspieler aktiv. Zwischen 1972 und 1979 bestritt er 47 First-Class-Spiele für Western Australia und erzielte dabei 2327 Runs. Dabei war er Teil des Teams beim Gewinn von drei nationalen Meisterschaften (1972/73, 1976/77 und 1977/78). Von 1983 bis 1993 war Ric Charlesworth für den Wahlkreis Perth als Vertreter der Australian Labor Party Mitglied des australischen Repräsentantenhauses. Nachdem Charlesworth bereits 1987 in den Order of Australia aufgenommen worden war, wurde er 2016 zum Offizier des Ordens ernannt. Seit 1997 ist er Mitglied der Sport Australia Hall of Fame.